# Фландријски класици
Фландријски класици, званична је организација која организује седам једнодневних бициклистичких трка у Фландрији, Белгија, а основана је 2009. године.
Организује три трке у оквиру фламанске бициклистичке недеље — Дварс дор Фландерен, Гент—Вевелгем и Ронде ван Фландерен, а још организује Омлоп хет Нијувсблад, Шелдепрајс, Брабантсе Пајл и Брисел сајклинг класик.

## Трке
Од оснивања 2009. фландријски класици организују седам трка:
- Омлоп хет Нијувсблад, прва трка у сезони у Белгији, одржава се крајем фебруара или почетком марта;[3]
- Гент—Вевелгем, први од три калдрмисана класика, вози се недељу дана прије Ронде ван Фландерена;[4]
- Дварс дор Фландерен, до 2017. вожена је у сриједу, недељу дана прије Ронде ван Фландерена, а од 2018. вози се у истој недељи кад и Ронде, неколико дана раније;[5]
- Ронде ван Фландерен, последња трка у оквиру фламанске недеље, једна од пет монументалних класика, вози се прве недеље у априлу;[6][7]
- Шелдепрајс, најстарија бициклистичка трка у Фландрији,[8] вози се између Ронде ван Фландерена и Париз—Рубеа;[9]
- Брабантсе Пајл, вози се средином априла, након Ронде ван Фландерена, а прије Амстел голд рејса, као увод у арденске класике;[10]
- Брисел сајклинг класик, био је познат под именом Париз—Брисел до 2012. и последња је трка у Фландрији. одржавао се средином септембра,[11] а од 2022. одржава се у јуну.

## Мисија
Мисија фландријских класика је да обезбиједи добру позицију у међународном бициклистичком календару за класике који се одржавају у Фландрији, као и да повећа престиж тих класика у Белгији и ван ње. Поред трка за мушкарце, такође организује трке за жене и за јуниоре.
Својом активношћу, организација је обезбиједила боље датуме у календару за три трке: Гент—Вевелгем је, до 2009. вожен у априлу, између Ронде ван Фландерена и Париз—Рубеа, а од 2010. вози се крајем марта, између Милано—Санрема и Ронде ван Фландерена, уз изузетак 2020. када је због пандемије ковида 19 био одложен до новембра и 2021. када је такође због ковида 19 одложен за крај августа. Шелдепрајс је, до 2009. вожен након Париз—Рубеа, а од 2010. вози се између Ронде ван Фландерена и Париз—Рубеа, са изузетком 2020. када је због ковида 19 одржан у октобру. Трка Брабантсе Пејл је до 2009. била дио Фламанске недеље и вожена је као трећа трка у серији, крајем марта, а од 2010. вози се након Рондеа, као увод у арденске класике, јер им је рута слична и означава прелаз са калдрмисаних на арденске класике.
Осим у друмском бициклизму, фландријски класици организују трке и у сикло кросу. Од 2018. организују Суперпрестиж сикло крос, у периоду одржавања Ронде ван Фландерена, са циљем да се друмски бициклизам и сикло крос преклапају, а од сезоне 2020/21. организују свјетски куп у сикло кросу.

## Побједници
| Година | Омлоп хет Нијувсблад       | Дварс дор Фландерен     | Гент—Вевелгем            | Ронде ван Фландерен      | Шелдепрајс               | Брабантсе Пајл           |
| ------ | -------------------------- | ----------------------- | ------------------------ | ------------------------ | ------------------------ | ------------------------ |
| 2010.  | Хуан Антонио Флеча (ШПА)   | Мати Брешел (ДАН)       | Бернард Ајзел (АУТ)      | Фабијан Канчелара (ШВА)  | Тајлер Фарар (САД)       | Себастијан Розелер (БЕЛ) |
| 2011.  | Себастијан Лангевелд (ХОЛ) | Ник Нојенс (БЕЛ)        | Том Бонен (БЕЛ)          | Ник Нојенс (БЕЛ)         | Марк Кевендиш (УК)       | Филип Жилбер (БЕЛ)       |
| 2012.  | Сеп Ванмарке (БЕЛ)         | Ники Терпстра (ХОЛ)     | Том Бонен (БЕЛ)          | Том Бонен (БЕЛ)          | Марсел Кител (ЊЕМ)       | Томас Воклер (ФРА)       |
| 2013.  | Лука Паолини (ИТА)         | Оскар Гато (ИТА)        | Петер Саган (СВК)        | Фабијан Канчелара (ШВА)  | Марсел Кител (ЊЕМ)       | Петер Саган (СВК)        |
| 2014.  | Ијан Станард (УК)          | Ники Терпстра (ХОЛ)     | Џон Дегенколб (ЊЕМ)      | Фабијан Канчелара (ШВА)  | Марсел Кител (ЊЕМ)       | Филип Жилбер (БЕЛ)       |
| 2015.  | Ијан Станард (УК)          | Јеле Валајс (БЕЛ)       | Лука Паолини (ИТА)       | Александер Кристоф (НОР) | Александер Кристоф (НОР) | Бен Херманс (БЕЛ)        |
| 2016.  | Грег ван Авермат (БЕЛ)     | Јенс Дебусхере (БЕЛ)    | Петер Саган (СВК)        | Петер Саган (СВК)        | Марсел Кител (ЊЕМ)       | Петр Вакоч (ЧЕШ)         |
| 2017.  | Грег ван Авермат (БЕЛ)     | Ив Лампар (БЕЛ)         | Грег ван Авермат (БЕЛ)   | Филип Жилбер (БЕЛ)       | Марсел Кител (ЊЕМ)       | Сони Колбрели (ИТА)      |
| 2018.  | Мајкл Валгрен (ДАН)        | Ив Лампар (БЕЛ)         | Петер Саган (СВК)        | Ники Терпстра (ХОЛ)      | Фабио Јакобсен (ХОЛ)     | Тим Веленс (БЕЛ)         |
| 2019.  | Здењек Штибар (ЧЕШ)        | Метју ван дер Пул (ХОЛ) | Александер Кристоф (НОР) | Алберто Бетиол (ИТА)     | Фабио Јакобсен (ХОЛ)     | Метју ван дер Пул (ХОЛ)  |
| 2020.  | Јаспер Стојвен (БЕЛ)       | Метју ван дер Пул (ХОЛ) | Александер Кристоф (НОР) | Метју ван дер Пул (ХОЛ)  | Кејлеб Јуан (АУС)        | Жилијен Алафилип (ФРА)   |
| 2021.  | Давиде Балерини (ИТА)      | Дилан ван Барле (ХОЛ)   | Ваут ван Арт (БЕЛ)       | Каспер Асгрен (ДАН)      | Јаспер Филипсен (БЕЛ)    | Том Пидкок (УК)          |
| 2022.  | Ваут ван Арт (БЕЛ)         | Метју ван дер Пул (ХОЛ) | Бинијам Грмај (ЕРИ)      | Метју ван дер Пул (ХОЛ)  | Александер Кристоф (НОР) | Магнус Шефилд (САД)      |
| 2023.  | Дилан ван Барле (ХОЛ)      | Кристоф Лапорт (ФРА)    | Кристоф Лапорт (ФРА)     | Тадеј Погачар (СЛО)      | Јаспер Филипсен (БЕЛ)    | Доријан Годон (ФРА)      |
| 2024.  | Јан Тратник (СЛО)          | Матео Јоргенсен (САД)   | Мадс Педерсен (ДАН)      | Метју ван дер Пул (ХОЛ)  | Тим Мерлије (БЕЛ)        | Јонас Абрахамсен (НОР)   |
| 2025.  | Серен Вареншолд (НОР)      | Нилсон Паулес (САД)     | Мадс Педерсен (ФРА)      | Тадеј Погачар (СЛО)      |                          |                          |
|        | Омлоп хет Нијувсблад       | Дварс дор Фландерен     | Гент—Вевелгем            | Ронде ван Фландерен      | Шелдепрајс               | Брабантсе Пајл           |